# Mehit
Mehit (mḥỉ.t) ókori egyiptomi oroszlánistennő. Egyike a „Nap szeme”-ként ismert istennőknek; Anhur háborúisten felesége. A Napszem-mítosz – melyben Anhur visszahozza Núbiából a Nap szemét – egyik főszereplője. (Ugyanennek a mítosznak előfordulnak olyan változatai is, amelyben más isten és más, a Nap szemeként ismert istennők szerepelnek, például a Mehitnél ismertebb Szahmet vagy Tefnut; Anhur nevének jelentése – „aki elhozza a távollevőt” – azonban azt mutatja, ez az eredeti).
Összefüggésbe hozták a holddal is. Nevének jelentése „teljes”, és az istennő lehet a telihold megszemélyesítése is. Kultuszhelye egyben Anhur kultuszhelye is Thisz városában és Abüdoszban.

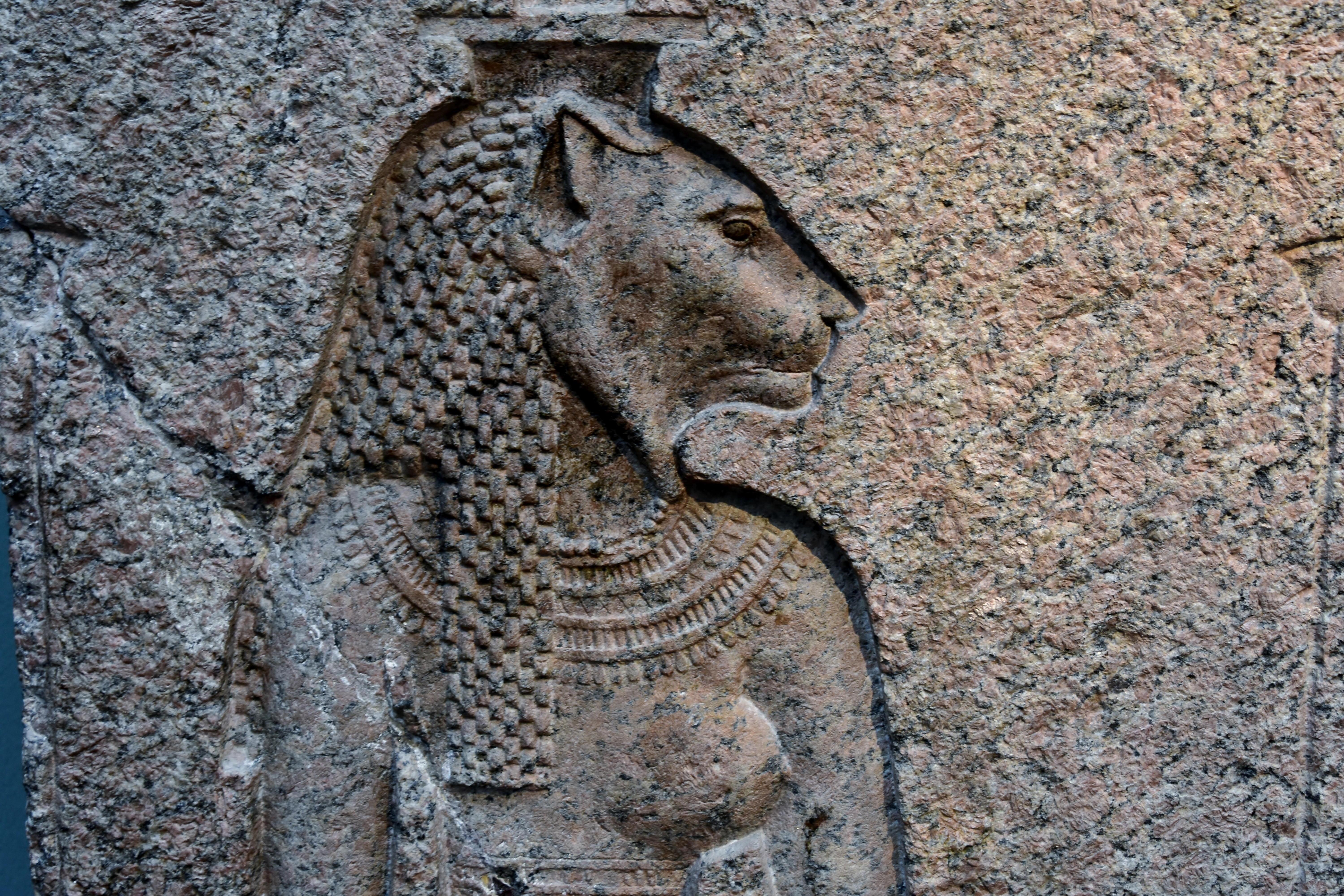
Mehit oroszlánistennő ábrázolása a ptolemaida korból